# CAPNS1
CAPNS1 (англ. Calpain small subunit 1) – білок, який кодується однойменним геном, розташованим у людей на короткому плечі 19-ї хромосоми.  Довжина поліпептидного ланцюга білка становить 268 амінокислот, а молекулярна маса — 28 316.
| 10         |  | 20         |  | 30         |  | 40         |  | 50         |
| ---------- |  | ---------- |  | ---------- |  | ---------- |  | ---------- |
| MFLVNSFLKG |  | GGGGGGGGGG |  | LGGGLGNVLG |  | GLISGAGGGG |  | GGGGGGGGGG |
| GGGGGGTAMR |  | ILGGVISAIS |  | EAAAQYNPEP |  | PPPRTHYSNI |  | EANESEEVRQ |
| FRRLFAQLAG |  | DDMEVSATEL |  | MNILNKVVTR |  | HPDLKTDGFG |  | IDTCRSMVAV |
| MDSDTTGKLG |  | FEEFKYLWNN |  | IKRWQAIYKQ |  | FDTDRSGTIC |  | SSELPGAFEA |
| AGFHLNEHLY |  | NMIIRRYSDE |  | SGNMDFDNFI |  | SCLVRLDAMF |  | RAFKSLDKDG |
| TGQIQVNIQE |  | WLQLTMYS   |  |            |  |            |  |            |

A: Аланін

C: Цистеїн

D: Аспарагінова кислота

E: Глутамінова кислота

F: Фенілаланін

G: Гліцин

H: Гістидин

I: Ізолейцин

K: Лізин

L: Лейцин

M: Метіонін

N: Аспарагін

P: Пролін

Q: Глутамін

R: Аргінін

S: Серин

T: Треонін

V: Валін

W: Триптофан

Білок має сайт для зв'язування з іонами металів, іоном кальцію. 
Локалізований у клітинній мембрані, цитоплазмі, мембрані.